# Premier League de Malta 2022-23
La Premier League de Malta 2022-23 es la edición número 108 de la Premier League de Malta. La temporada comenzó el 19 de agosto de 2022 y terminó en mayo de 2023.

## Sistema de competición
La liga expandió a 14 equipos, así que juegan entre sí en sistema de todos contra todos 2 veces totalizando 26 partidos cada uno. Al término de la temporada el primer clasificado obtendrá un cupo a la primera ronda de la Liga de Campeones de la UEFA 2023-24. El segundo y el tercer clasificado obtendrán un cupo a la primera ronda de la Liga Europa Conferencia de la UEFA 2023-24. Los dos últimos clasificados descenderán a la Challenge League 2023-24, mientras que el 12.º clasificado jugará un play-off por la permanencia.
Un tercer cupo a la Liga Europa Conferencia de la UEFA 2023-24 será asignado al de la Copa Maltesa.

## Equipos participantes
| Equipo          | Ciudad            | Estadio                   | Capacidad |
| --------------- | ----------------- | ------------------------- | --------- |
| Balzan          | Balzan            | Estadio Victor Tedesco    | 6.000     |
| Birkirkara      | Birkirkara        | Estadio Nacional Ta' Qali | 17.797    |
| Floriana        | Floriana          | Independence Arena        | 3.000     |
| Gudja United    | Gudja             | Gudja Ground              | 1.000     |
| Gżira United    | Gżira             | Estadio Nacional Ta' Qali | 17.797    |
| Ħamrun Spartans | Ħamrun            | Estadio Victor Tedesco    | 6.000     |
| Hibernians      | Paola             | Hibernians Ground         | 2.968     |
| Marsaxlokk      | Marsaxlokk        | Marsaxlokk Ground         | 1.000     |
| Mosta           | Mosta             | Mosta Ground              | 600       |
| Pietà Hotspurs  | Pietà             | Estadio Victor Tedesco    | 6.000     |
| Santa Luċija    | Santa Luċija      | Grawnd ta Santa Luċija    | 1.000     |
| Sirens          | San Pawl il-Baħar | Sirens Stadium            | 1.300     |
| Valletta        | Valletta          | Estadio Nacional Ta' Qali | 17.797    |
| Żebbuġ Rangers  | Żebbuġ            | Żebbuġ Ground             | 1.000     |

### Ascensos y descensos
| Pos. | Ascendidos de Challenge League 2021-22 |
| ---- | -------------------------------------- |
| 1    | Żebbuġ Rangers                         |
| 3    | Marsaxlokk                             |
| 4    | Pietà Hotspurs                         |

| Pos. | Descendidos de Premier League 2021-22 |
| ---- | ------------------------------------- |
| 12   | Sliema Wanderers                      |

## Desarrollo

### Clasificación
| Pos. | Equipo              | Pts. | PJ | G  | E  | P  | GF | GC | Dif. | Clasificación o descenso 2023-24                        |
| ---- | ------------------- | ---- | -- | -- | -- | -- | -- | -- | ---- | ------------------------------------------------------- |
| 1    | Ħamrun Spartans (C) | 69   | 26 | 22 | 3  | 1  | 45 | 10 | +35  | Primera ronda clasificatoria de Liga de Campeones       |
| 2    | Birkirkara          | 50   | 26 | 14 | 8  | 4  | 50 | 20 | +30  | Primera ronda clasificatoria de Liga Europa Conferencia |
| 3    | Gżira United        | 48   | 26 | 14 | 6  | 6  | 46 | 19 | +27  | Primera ronda clasificatoria de Liga Europa Conferencia |
| 4    | Balzan              | 46   | 26 | 14 | 4  | 8  | 37 | 32 | +5   | Primera ronda clasificatoria de Liga Europa Conferencia |
| 5    | Hibernians          | 46   | 26 | 14 | 4  | 8  | 45 | 37 | +8   |                                                         |
| 6    | Mosta               | 46   | 26 | 14 | 4  | 8  | 47 | 33 | +14  |                                                         |
| 7    | Valletta            | 37   | 26 | 9  | 10 | 7  | 37 | 23 | +14  |                                                         |
| 8    | Floriana            | 37   | 26 | 10 | 7  | 9  | 30 | 26 | +4   |                                                         |
| 9    | Sirens              | 33   | 26 | 8  | 9  | 9  | 25 | 32 | −7   |                                                         |
| 10   | Gudja United        | 29   | 26 | 8  | 5  | 13 | 28 | 39 | −11  |                                                         |
| 11   | Marsaxlokk          | 25   | 26 | 5  | 10 | 11 | 28 | 38 | −10  |                                                         |
| 12   | Santa Luċija (O)    | 15   | 26 | 4  | 3  | 19 | 20 | 49 | −29  | Promoción por la permanencia                            |
| 13   | Żebbuġ Rangers (D)  | 14   | 26 | 4  | 2  | 20 | 21 | 58 | −37  | Descienden a Challenge League                           |
| 14   | Pietà Hotspurs (D)  | 12   | 26 | 3  | 3  | 20 | 22 | 65 | −43  | Descienden a Challenge League                           |

Actualizado a los partidos jugados el 1 de mayo de 2023.
 Fuente: Soccerway
Notas:
1. ↑  El ganador de la Copa de Malta 2022-23, Birkirkara, clasificó a la Liga Europa Conferencia de la UEFA 2023-24 al terminar en segundo lugar, por lo cual el equipo ubicado en el cuarto lugar también clasifica a la Liga Europa Conferencia de la UEFA.
2. 1 2 3  Hibernians, Balzan y Mosta terminaron con los mismo puntos, Mosta terminó con menor puntaje en los enfrentamientos directos por cual quedó en el sexto lugar. Y un play-offs entre Hibernians y Balzan determinó el cuarto lugar y por lo tanto el clasificado a la Liga Europa Conferencia de la UEFA.

## Partido por el cuarto lugar
| 1 de mayo de 2023 | Hibernians                   | 2:3 (2:2, 0:1) (t. s.) | Balzan                                         | Estadio Nacional, Ta' Qali |  |
|                   | - Vella 65' - Degabriele 89' | Reporte                | - 45+1' Nogueira - 88' Torres - 91' Mladenović |                            |  |

## Partido por la promoción
| 28 de abril de 2023 | St. Lucia                 | 2:0 (2:0) | Zejtun Corinthians | Centenary Stadium, Ta' Qali |  |
|                     | - Nwoko 2' - Hehedosh 17' | Reporte   |                    |                             |  |

## Goleadores
| Pos. | Jugador               | Equipo          | Goles |
| ---- | --------------------- | --------------- | ----- |
| 1    | Jefferson Assis       | Gżira United    | 16    |
| 2    | Jurgen Degabriele     | Hibernians      | 14    |
| 3    | Elvis Mashike Sukisa  | Ħamrun Spartans | 13    |
| 4    | Ángel Torres          | Balzan          | 12    |
| 5    | Charles Lokolingoy    | Żebbuġ Rangers  | 11    |
| 5    | Maxuell Maia da Silva | Gżira United    | 11    |